# Петровськ (Первомайський район)
Петро́вськ (рос. Петровск) — присілок у складі Первомайського району Томської області, Росія. Входить до складу Сергієвського сільського поселення.

## Населення
Населення — 34 особи (2010; 57 у 2002).
Національний склад (станом на 2002 рік):
- росіяни — 96 %